# Campeonato Brasileiro de Futebol de 2018 - Série A
A Série A do Campeonato Brasileiro de Futebol de 2018, oficialmente Brasileirão Assaí – Série A 2018 por motivos de patrocínio, foi a 63.ª edição da principal divisão do futebol brasileiro. A disputa teve o mesmo regulamento dos anos anteriores, quando foi implementado o sistema de pontos corridos. Houve pausa durante a Copa do Mundo de 2018, realizada entre 14 de junho e 15 de julho, na Rússia.
Esta foi a edição com mais clubes nordestinos na história dos pontos corridos, com quatro representantes: Bahia, Ceará, Sport e Vitória. Desde 2001, quando o campeonato ainda era disputado em sistema misto e contava com 28 participantes, o Nordeste não tinha quatro clubes na elite. Por sua vez, o Sudeste foi a região com mais representantes, onze no total, enquanto o Sul contou com cinco times na competição.
O título foi definido na penúltima rodada: o Palmeiras conquistou o seu décimo título brasileiro, após vencer o Vasco da Gama em São Januário, por 1–0, isolando-se no posto de maior campeão nacional do futebol brasileiro.
Além do campeão, Flamengo, Internacional e Grêmio se classificaram diretamente à fase de grupos da Copa Libertadores da América de 2019, além do Cruzeiro, campeão da Copa do Brasil. Após o término do campeonato, o Atlético Paranaense conquistou a Copa Sul-Americana e também se garantiu na fase de grupos da Libertadores. Já São Paulo e Atlético Mineiro, quinto e sexto colocados, respectivamente, se classificaram para a segunda fase do torneio continental.
Na parte de baixo da tabela, o Paraná foi a primeira equipe a ter o rebaixamento para a Série B de 2019 decretado, na 32ª rodada. A equipe paranaense empatou com o Vitória em Curitiba, e foi prejudicada com o resultado positivo do Sport (1–0) diante do Ceará. O próprio Vitória também foi rebaixado, mesmo depois de entrar em campo, onde empatou sem gols contra o Grêmio, prejudicado por outro resultado de 0–0, entre Corinthians e Chapecoense. América Mineiro e Sport completaram a relação de rebaixados na última rodada: a equipe mineira foi derrotada pelo Fluminense (1–0), no Maracanã, em confronto direto contra a queda; já a equipe pernambucana mesmo após vencer o Santos (2–1), no Recife, foi rebaixada com uma combinação de resultados.

## Regulamento
A Série A de 2018 foi disputada por vinte clubes em dois turnos. Em cada turno, todos os times jogaram entre si uma única vez. Os jogos do segundo turno foram realizados na mesma ordem do primeiro, apenas com o mando de campo invertido. Não houve campeões por turnos, sendo declarado campeão brasileiro o time que obteve o maior número de pontos após as 38 rodadas. Ao final da competição, os seis primeiros times se classificaram à Copa Libertadores de 2019, os seis clubes subsequentes se classificaram à Copa Sul-Americana de 2019, e os quatro últimos foram rebaixados para a Série B do ano seguinte.

### Critérios de desempate
Em caso de empate por pontos entre dois ou mais clubes, os critérios de desempate foram aplicados na seguinte ordem:
1. Número de vitórias;
2. Saldo de gols;
3. Gols pró;
4. Confronto direto;
5. Menor número de cartões vermelhos;
6. Menor número de cartões amarelos;
7. Sorteio.

Com relação ao quarto critério (confronto direto), considera-se o resultado dos jogos somados, ou seja, o resultado de 180 minutos. Permanecendo o empate, o desempate se dá pelo maior número de gols marcados no campo do adversário. O quarto critério não é considerado no caso de empate entre mais de dois clubes.

## Participantes
| Equipe              | Cidade         | Estado | Em 2017      | Estádio (mando)   | Capacidade | Títulos                                                  |
| ------------------- | -------------- | ------ | ------------ | ----------------- | ---------- | -------------------------------------------------------- |
| América Mineiro     | Belo Horizonte | MG     | 1º (Série B) | Independência     | 23 018     | 0 (não possui)                                           |
| Atlético Mineiro    | Belo Horizonte | MG     | 9º           | Independência     | 23 018     | 2 (1937, 1971)                                           |
| Atlético Paranaense | Curitiba       | PR     | 11º          | Arena da Baixada  | 42 370     | 1 (2001)                                                 |
| Bahia               | Salvador       | BA     | 12º          | Arena Fonte Nova  | 50 025     | 2 (1959, 1988)                                           |
| Botafogo            | Rio de Janeiro | RJ     | 10º          | Nilton Santos     | 44 661     | 2 (1968, 1995)                                           |
| Ceará               | Fortaleza      | CE     | 3° (Série B) | Arena Castelão    | 63 903     | 0 (não possui)                                           |
| Chapecoense         | Chapecó        | SC     | 8º           | Arena Condá       | 20 089     | 0 (não possui)                                           |
| Corinthians         | São Paulo      | SP     | 1º           | Arena Corinthians | 47 605     | 7 (1990, 1998, 1999, 2005, 2011, 2015, 2017)             |
| Cruzeiro            | Belo Horizonte | MG     | 5º           | Mineirão          | 61 846     | 4 (1966, 2003, 2013, 2014)                               |
| Flamengo            | Rio de Janeiro | RJ     | 6º           | Maracanã          | 78 838     | 5 (1980, 1982, 1983, 1992, 2009)                         |
| Fluminense          | Rio de Janeiro | RJ     | 14º          | Maracanã          | 78 838     | 4 (1970, 1984, 2010, 2012)                               |
| Grêmio              | Porto Alegre   | RS     | 4º           | Arena do Grêmio   | 55 662     | 2 (1981, 1996)                                           |
| Internacional       | Porto Alegre   | RS     | 2° (Série B) | Beira-Rio         | 50 128     | 3 (1975, 1976, 1979)                                     |
| Palmeiras           | São Paulo      | SP     | 2º           | Allianz Parque    | 43 713     | 9 (1960, 1967, 1967, 1969, 1972, 1973, 1993, 1994, 2016) |
| Paraná              | Curitiba       | PR     | 4° (Série B) | Vila Capanema     | 20 083     | 0 (não possui)                                           |
| Santos              | Santos         | SP     | 3º           | Vila Belmiro      | 16 068     | 8 (1961, 1962, 1963, 1964, 1965, 1968, 2002, 2004)       |
| São Paulo           | São Paulo      | SP     | 13º          | Morumbi           | 72 039     | 6 (1977, 1986, 1991, 2006, 2007, 2008)                   |
| Sport               | Recife         | PE     | 15º          | Ilha do Retiro    | 32 983     | 1 (1987)                                                 |
| Vasco da Gama       | Rio de Janeiro | RJ     | 7º           | São Januário      | 21 680     | 4 (1974, 1989, 1997, 2000)                               |
| Vitória             | Salvador       | BA     | 16º          | Barradão          | 30 618     | 0 (não possui)                                           |

## Estádios
| América Mineiro | Atlético Mineiro | Atlético Paranaense | Bahia | Botafogo | Ceará              |
| Independência | Independência | Arena da Baixada | Arena Fonte Nova | Nilton Santos | Arena Castelão     |
| Capacidade: 23 018 | Capacidade: 23 018 | Capacidade: 42 370 | Capacidade: 50 025 | Capacidade: 44 661 | Capacidade: 63 903 |
| | | | | |                    |
| Chapecoense | \| América-MG Atlético-MG Atlético-PR Bahia Ceará Chapecoense Cruzeiro Grêmio Internacional Paraná Santos Sport Vitória Rio de Janeiro São Paulo Rio de Janeiro: Botafogo Flamengo Fluminense Vasco da Gama São Paulo: Corinthians Palmeiras São PauloLocalização das equipes participantes da Série A de 2018. \| | \| América-MG Atlético-MG Atlético-PR Bahia Ceará Chapecoense Cruzeiro Grêmio Internacional Paraná Santos Sport Vitória Rio de Janeiro São Paulo Rio de Janeiro: Botafogo Flamengo Fluminense Vasco da Gama São Paulo: Corinthians Palmeiras São PauloLocalização das equipes participantes da Série A de 2018. \| | \| América-MG Atlético-MG Atlético-PR Bahia Ceará Chapecoense Cruzeiro Grêmio Internacional Paraná Santos Sport Vitória Rio de Janeiro São Paulo Rio de Janeiro: Botafogo Flamengo Fluminense Vasco da Gama São Paulo: Corinthians Palmeiras São PauloLocalização das equipes participantes da Série A de 2018. \| | \| América-MG Atlético-MG Atlético-PR Bahia Ceará Chapecoense Cruzeiro Grêmio Internacional Paraná Santos Sport Vitória Rio de Janeiro São Paulo Rio de Janeiro: Botafogo Flamengo Fluminense Vasco da Gama São Paulo: Corinthians Palmeiras São PauloLocalização das equipes participantes da Série A de 2018. \| | Corinthians        |
| Arena Condá | \| América-MG Atlético-MG Atlético-PR Bahia Ceará Chapecoense Cruzeiro Grêmio Internacional Paraná Santos Sport Vitória Rio de Janeiro São Paulo Rio de Janeiro: Botafogo Flamengo Fluminense Vasco da Gama São Paulo: Corinthians Palmeiras São PauloLocalização das equipes participantes da Série A de 2018. \| | \| América-MG Atlético-MG Atlético-PR Bahia Ceará Chapecoense Cruzeiro Grêmio Internacional Paraná Santos Sport Vitória Rio de Janeiro São Paulo Rio de Janeiro: Botafogo Flamengo Fluminense Vasco da Gama São Paulo: Corinthians Palmeiras São PauloLocalização das equipes participantes da Série A de 2018. \| | \| América-MG Atlético-MG Atlético-PR Bahia Ceará Chapecoense Cruzeiro Grêmio Internacional Paraná Santos Sport Vitória Rio de Janeiro São Paulo Rio de Janeiro: Botafogo Flamengo Fluminense Vasco da Gama São Paulo: Corinthians Palmeiras São PauloLocalização das equipes participantes da Série A de 2018. \| | \| América-MG Atlético-MG Atlético-PR Bahia Ceará Chapecoense Cruzeiro Grêmio Internacional Paraná Santos Sport Vitória Rio de Janeiro São Paulo Rio de Janeiro: Botafogo Flamengo Fluminense Vasco da Gama São Paulo: Corinthians Palmeiras São PauloLocalização das equipes participantes da Série A de 2018. \| | Arena Corinthians  |
| Capacidade: 20 089 | \| América-MG Atlético-MG Atlético-PR Bahia Ceará Chapecoense Cruzeiro Grêmio Internacional Paraná Santos Sport Vitória Rio de Janeiro São Paulo Rio de Janeiro: Botafogo Flamengo Fluminense Vasco da Gama São Paulo: Corinthians Palmeiras São PauloLocalização das equipes participantes da Série A de 2018. \| | \| América-MG Atlético-MG Atlético-PR Bahia Ceará Chapecoense Cruzeiro Grêmio Internacional Paraná Santos Sport Vitória Rio de Janeiro São Paulo Rio de Janeiro: Botafogo Flamengo Fluminense Vasco da Gama São Paulo: Corinthians Palmeiras São PauloLocalização das equipes participantes da Série A de 2018. \| | \| América-MG Atlético-MG Atlético-PR Bahia Ceará Chapecoense Cruzeiro Grêmio Internacional Paraná Santos Sport Vitória Rio de Janeiro São Paulo Rio de Janeiro: Botafogo Flamengo Fluminense Vasco da Gama São Paulo: Corinthians Palmeiras São PauloLocalização das equipes participantes da Série A de 2018. \| | \| América-MG Atlético-MG Atlético-PR Bahia Ceará Chapecoense Cruzeiro Grêmio Internacional Paraná Santos Sport Vitória Rio de Janeiro São Paulo Rio de Janeiro: Botafogo Flamengo Fluminense Vasco da Gama São Paulo: Corinthians Palmeiras São PauloLocalização das equipes participantes da Série A de 2018. \| | Capacidade: 47 605 |
| | \| América-MG Atlético-MG Atlético-PR Bahia Ceará Chapecoense Cruzeiro Grêmio Internacional Paraná Santos Sport Vitória Rio de Janeiro São Paulo Rio de Janeiro: Botafogo Flamengo Fluminense Vasco da Gama São Paulo: Corinthians Palmeiras São PauloLocalização das equipes participantes da Série A de 2018. \| | \| América-MG Atlético-MG Atlético-PR Bahia Ceará Chapecoense Cruzeiro Grêmio Internacional Paraná Santos Sport Vitória Rio de Janeiro São Paulo Rio de Janeiro: Botafogo Flamengo Fluminense Vasco da Gama São Paulo: Corinthians Palmeiras São PauloLocalização das equipes participantes da Série A de 2018. \| | \| América-MG Atlético-MG Atlético-PR Bahia Ceará Chapecoense Cruzeiro Grêmio Internacional Paraná Santos Sport Vitória Rio de Janeiro São Paulo Rio de Janeiro: Botafogo Flamengo Fluminense Vasco da Gama São Paulo: Corinthians Palmeiras São PauloLocalização das equipes participantes da Série A de 2018. \| | \| América-MG Atlético-MG Atlético-PR Bahia Ceará Chapecoense Cruzeiro Grêmio Internacional Paraná Santos Sport Vitória Rio de Janeiro São Paulo Rio de Janeiro: Botafogo Flamengo Fluminense Vasco da Gama São Paulo: Corinthians Palmeiras São PauloLocalização das equipes participantes da Série A de 2018. \| |                    |
| Cruzeiro | \| América-MG Atlético-MG Atlético-PR Bahia Ceará Chapecoense Cruzeiro Grêmio Internacional Paraná Santos Sport Vitória Rio de Janeiro São Paulo Rio de Janeiro: Botafogo Flamengo Fluminense Vasco da Gama São Paulo: Corinthians Palmeiras São PauloLocalização das equipes participantes da Série A de 2018. \| | \| América-MG Atlético-MG Atlético-PR Bahia Ceará Chapecoense Cruzeiro Grêmio Internacional Paraná Santos Sport Vitória Rio de Janeiro São Paulo Rio de Janeiro: Botafogo Flamengo Fluminense Vasco da Gama São Paulo: Corinthians Palmeiras São PauloLocalização das equipes participantes da Série A de 2018. \| | \| América-MG Atlético-MG Atlético-PR Bahia Ceará Chapecoense Cruzeiro Grêmio Internacional Paraná Santos Sport Vitória Rio de Janeiro São Paulo Rio de Janeiro: Botafogo Flamengo Fluminense Vasco da Gama São Paulo: Corinthians Palmeiras São PauloLocalização das equipes participantes da Série A de 2018. \| | \| América-MG Atlético-MG Atlético-PR Bahia Ceará Chapecoense Cruzeiro Grêmio Internacional Paraná Santos Sport Vitória Rio de Janeiro São Paulo Rio de Janeiro: Botafogo Flamengo Fluminense Vasco da Gama São Paulo: Corinthians Palmeiras São PauloLocalização das equipes participantes da Série A de 2018. \| | Flamengo           |
| Mineirão | \| América-MG Atlético-MG Atlético-PR Bahia Ceará Chapecoense Cruzeiro Grêmio Internacional Paraná Santos Sport Vitória Rio de Janeiro São Paulo Rio de Janeiro: Botafogo Flamengo Fluminense Vasco da Gama São Paulo: Corinthians Palmeiras São PauloLocalização das equipes participantes da Série A de 2018. \| | \| América-MG Atlético-MG Atlético-PR Bahia Ceará Chapecoense Cruzeiro Grêmio Internacional Paraná Santos Sport Vitória Rio de Janeiro São Paulo Rio de Janeiro: Botafogo Flamengo Fluminense Vasco da Gama São Paulo: Corinthians Palmeiras São PauloLocalização das equipes participantes da Série A de 2018. \| | \| América-MG Atlético-MG Atlético-PR Bahia Ceará Chapecoense Cruzeiro Grêmio Internacional Paraná Santos Sport Vitória Rio de Janeiro São Paulo Rio de Janeiro: Botafogo Flamengo Fluminense Vasco da Gama São Paulo: Corinthians Palmeiras São PauloLocalização das equipes participantes da Série A de 2018. \| | \| América-MG Atlético-MG Atlético-PR Bahia Ceará Chapecoense Cruzeiro Grêmio Internacional Paraná Santos Sport Vitória Rio de Janeiro São Paulo Rio de Janeiro: Botafogo Flamengo Fluminense Vasco da Gama São Paulo: Corinthians Palmeiras São PauloLocalização das equipes participantes da Série A de 2018. \| | Maracanã           |
| Capacidade: 61 846 | \| América-MG Atlético-MG Atlético-PR Bahia Ceará Chapecoense Cruzeiro Grêmio Internacional Paraná Santos Sport Vitória Rio de Janeiro São Paulo Rio de Janeiro: Botafogo Flamengo Fluminense Vasco da Gama São Paulo: Corinthians Palmeiras São PauloLocalização das equipes participantes da Série A de 2018. \| | \| América-MG Atlético-MG Atlético-PR Bahia Ceará Chapecoense Cruzeiro Grêmio Internacional Paraná Santos Sport Vitória Rio de Janeiro São Paulo Rio de Janeiro: Botafogo Flamengo Fluminense Vasco da Gama São Paulo: Corinthians Palmeiras São PauloLocalização das equipes participantes da Série A de 2018. \| | \| América-MG Atlético-MG Atlético-PR Bahia Ceará Chapecoense Cruzeiro Grêmio Internacional Paraná Santos Sport Vitória Rio de Janeiro São Paulo Rio de Janeiro: Botafogo Flamengo Fluminense Vasco da Gama São Paulo: Corinthians Palmeiras São PauloLocalização das equipes participantes da Série A de 2018. \| | \| América-MG Atlético-MG Atlético-PR Bahia Ceará Chapecoense Cruzeiro Grêmio Internacional Paraná Santos Sport Vitória Rio de Janeiro São Paulo Rio de Janeiro: Botafogo Flamengo Fluminense Vasco da Gama São Paulo: Corinthians Palmeiras São PauloLocalização das equipes participantes da Série A de 2018. \| | Capacidade: 78 838 |
| | \| América-MG Atlético-MG Atlético-PR Bahia Ceará Chapecoense Cruzeiro Grêmio Internacional Paraná Santos Sport Vitória Rio de Janeiro São Paulo Rio de Janeiro: Botafogo Flamengo Fluminense Vasco da Gama São Paulo: Corinthians Palmeiras São PauloLocalização das equipes participantes da Série A de 2018. \| | \| América-MG Atlético-MG Atlético-PR Bahia Ceará Chapecoense Cruzeiro Grêmio Internacional Paraná Santos Sport Vitória Rio de Janeiro São Paulo Rio de Janeiro: Botafogo Flamengo Fluminense Vasco da Gama São Paulo: Corinthians Palmeiras São PauloLocalização das equipes participantes da Série A de 2018. \| | \| América-MG Atlético-MG Atlético-PR Bahia Ceará Chapecoense Cruzeiro Grêmio Internacional Paraná Santos Sport Vitória Rio de Janeiro São Paulo Rio de Janeiro: Botafogo Flamengo Fluminense Vasco da Gama São Paulo: Corinthians Palmeiras São PauloLocalização das equipes participantes da Série A de 2018. \| | \| América-MG Atlético-MG Atlético-PR Bahia Ceará Chapecoense Cruzeiro Grêmio Internacional Paraná Santos Sport Vitória Rio de Janeiro São Paulo Rio de Janeiro: Botafogo Flamengo Fluminense Vasco da Gama São Paulo: Corinthians Palmeiras São PauloLocalização das equipes participantes da Série A de 2018. \| |                    |
| Fluminense | \| América-MG Atlético-MG Atlético-PR Bahia Ceará Chapecoense Cruzeiro Grêmio Internacional Paraná Santos Sport Vitória Rio de Janeiro São Paulo Rio de Janeiro: Botafogo Flamengo Fluminense Vasco da Gama São Paulo: Corinthians Palmeiras São PauloLocalização das equipes participantes da Série A de 2018. \| | \| América-MG Atlético-MG Atlético-PR Bahia Ceará Chapecoense Cruzeiro Grêmio Internacional Paraná Santos Sport Vitória Rio de Janeiro São Paulo Rio de Janeiro: Botafogo Flamengo Fluminense Vasco da Gama São Paulo: Corinthians Palmeiras São PauloLocalização das equipes participantes da Série A de 2018. \| | \| América-MG Atlético-MG Atlético-PR Bahia Ceará Chapecoense Cruzeiro Grêmio Internacional Paraná Santos Sport Vitória Rio de Janeiro São Paulo Rio de Janeiro: Botafogo Flamengo Fluminense Vasco da Gama São Paulo: Corinthians Palmeiras São PauloLocalização das equipes participantes da Série A de 2018. \| | \| América-MG Atlético-MG Atlético-PR Bahia Ceará Chapecoense Cruzeiro Grêmio Internacional Paraná Santos Sport Vitória Rio de Janeiro São Paulo Rio de Janeiro: Botafogo Flamengo Fluminense Vasco da Gama São Paulo: Corinthians Palmeiras São PauloLocalização das equipes participantes da Série A de 2018. \| | Grêmio             |
| Maracanã | \| América-MG Atlético-MG Atlético-PR Bahia Ceará Chapecoense Cruzeiro Grêmio Internacional Paraná Santos Sport Vitória Rio de Janeiro São Paulo Rio de Janeiro: Botafogo Flamengo Fluminense Vasco da Gama São Paulo: Corinthians Palmeiras São PauloLocalização das equipes participantes da Série A de 2018. \| | \| América-MG Atlético-MG Atlético-PR Bahia Ceará Chapecoense Cruzeiro Grêmio Internacional Paraná Santos Sport Vitória Rio de Janeiro São Paulo Rio de Janeiro: Botafogo Flamengo Fluminense Vasco da Gama São Paulo: Corinthians Palmeiras São PauloLocalização das equipes participantes da Série A de 2018. \| | \| América-MG Atlético-MG Atlético-PR Bahia Ceará Chapecoense Cruzeiro Grêmio Internacional Paraná Santos Sport Vitória Rio de Janeiro São Paulo Rio de Janeiro: Botafogo Flamengo Fluminense Vasco da Gama São Paulo: Corinthians Palmeiras São PauloLocalização das equipes participantes da Série A de 2018. \| | \| América-MG Atlético-MG Atlético-PR Bahia Ceará Chapecoense Cruzeiro Grêmio Internacional Paraná Santos Sport Vitória Rio de Janeiro São Paulo Rio de Janeiro: Botafogo Flamengo Fluminense Vasco da Gama São Paulo: Corinthians Palmeiras São PauloLocalização das equipes participantes da Série A de 2018. \| | Arena do Grêmio    |
| Capacidade: 78 838 | \| América-MG Atlético-MG Atlético-PR Bahia Ceará Chapecoense Cruzeiro Grêmio Internacional Paraná Santos Sport Vitória Rio de Janeiro São Paulo Rio de Janeiro: Botafogo Flamengo Fluminense Vasco da Gama São Paulo: Corinthians Palmeiras São PauloLocalização das equipes participantes da Série A de 2018. \| | \| América-MG Atlético-MG Atlético-PR Bahia Ceará Chapecoense Cruzeiro Grêmio Internacional Paraná Santos Sport Vitória Rio de Janeiro São Paulo Rio de Janeiro: Botafogo Flamengo Fluminense Vasco da Gama São Paulo: Corinthians Palmeiras São PauloLocalização das equipes participantes da Série A de 2018. \| | \| América-MG Atlético-MG Atlético-PR Bahia Ceará Chapecoense Cruzeiro Grêmio Internacional Paraná Santos Sport Vitória Rio de Janeiro São Paulo Rio de Janeiro: Botafogo Flamengo Fluminense Vasco da Gama São Paulo: Corinthians Palmeiras São PauloLocalização das equipes participantes da Série A de 2018. \| | \| América-MG Atlético-MG Atlético-PR Bahia Ceará Chapecoense Cruzeiro Grêmio Internacional Paraná Santos Sport Vitória Rio de Janeiro São Paulo Rio de Janeiro: Botafogo Flamengo Fluminense Vasco da Gama São Paulo: Corinthians Palmeiras São PauloLocalização das equipes participantes da Série A de 2018. \| | Capacidade: 55 662 |
| | \| América-MG Atlético-MG Atlético-PR Bahia Ceará Chapecoense Cruzeiro Grêmio Internacional Paraná Santos Sport Vitória Rio de Janeiro São Paulo Rio de Janeiro: Botafogo Flamengo Fluminense Vasco da Gama São Paulo: Corinthians Palmeiras São PauloLocalização das equipes participantes da Série A de 2018. \| | \| América-MG Atlético-MG Atlético-PR Bahia Ceará Chapecoense Cruzeiro Grêmio Internacional Paraná Santos Sport Vitória Rio de Janeiro São Paulo Rio de Janeiro: Botafogo Flamengo Fluminense Vasco da Gama São Paulo: Corinthians Palmeiras São PauloLocalização das equipes participantes da Série A de 2018. \| | \| América-MG Atlético-MG Atlético-PR Bahia Ceará Chapecoense Cruzeiro Grêmio Internacional Paraná Santos Sport Vitória Rio de Janeiro São Paulo Rio de Janeiro: Botafogo Flamengo Fluminense Vasco da Gama São Paulo: Corinthians Palmeiras São PauloLocalização das equipes participantes da Série A de 2018. \| | \| América-MG Atlético-MG Atlético-PR Bahia Ceará Chapecoense Cruzeiro Grêmio Internacional Paraná Santos Sport Vitória Rio de Janeiro São Paulo Rio de Janeiro: Botafogo Flamengo Fluminense Vasco da Gama São Paulo: Corinthians Palmeiras São PauloLocalização das equipes participantes da Série A de 2018. \| |                    |
| Internacional | \| América-MG Atlético-MG Atlético-PR Bahia Ceará Chapecoense Cruzeiro Grêmio Internacional Paraná Santos Sport Vitória Rio de Janeiro São Paulo Rio de Janeiro: Botafogo Flamengo Fluminense Vasco da Gama São Paulo: Corinthians Palmeiras São PauloLocalização das equipes participantes da Série A de 2018. \| | \| América-MG Atlético-MG Atlético-PR Bahia Ceará Chapecoense Cruzeiro Grêmio Internacional Paraná Santos Sport Vitória Rio de Janeiro São Paulo Rio de Janeiro: Botafogo Flamengo Fluminense Vasco da Gama São Paulo: Corinthians Palmeiras São PauloLocalização das equipes participantes da Série A de 2018. \| | \| América-MG Atlético-MG Atlético-PR Bahia Ceará Chapecoense Cruzeiro Grêmio Internacional Paraná Santos Sport Vitória Rio de Janeiro São Paulo Rio de Janeiro: Botafogo Flamengo Fluminense Vasco da Gama São Paulo: Corinthians Palmeiras São PauloLocalização das equipes participantes da Série A de 2018. \| | \| América-MG Atlético-MG Atlético-PR Bahia Ceará Chapecoense Cruzeiro Grêmio Internacional Paraná Santos Sport Vitória Rio de Janeiro São Paulo Rio de Janeiro: Botafogo Flamengo Fluminense Vasco da Gama São Paulo: Corinthians Palmeiras São PauloLocalização das equipes participantes da Série A de 2018. \| | Palmeiras          |
| Beira-Rio | \| América-MG Atlético-MG Atlético-PR Bahia Ceará Chapecoense Cruzeiro Grêmio Internacional Paraná Santos Sport Vitória Rio de Janeiro São Paulo Rio de Janeiro: Botafogo Flamengo Fluminense Vasco da Gama São Paulo: Corinthians Palmeiras São PauloLocalização das equipes participantes da Série A de 2018. \| | \| América-MG Atlético-MG Atlético-PR Bahia Ceará Chapecoense Cruzeiro Grêmio Internacional Paraná Santos Sport Vitória Rio de Janeiro São Paulo Rio de Janeiro: Botafogo Flamengo Fluminense Vasco da Gama São Paulo: Corinthians Palmeiras São PauloLocalização das equipes participantes da Série A de 2018. \| | \| América-MG Atlético-MG Atlético-PR Bahia Ceará Chapecoense Cruzeiro Grêmio Internacional Paraná Santos Sport Vitória Rio de Janeiro São Paulo Rio de Janeiro: Botafogo Flamengo Fluminense Vasco da Gama São Paulo: Corinthians Palmeiras São PauloLocalização das equipes participantes da Série A de 2018. \| | \| América-MG Atlético-MG Atlético-PR Bahia Ceará Chapecoense Cruzeiro Grêmio Internacional Paraná Santos Sport Vitória Rio de Janeiro São Paulo Rio de Janeiro: Botafogo Flamengo Fluminense Vasco da Gama São Paulo: Corinthians Palmeiras São PauloLocalização das equipes participantes da Série A de 2018. \| | Allianz Parque     |
| Capacidade: 50 128 | \| América-MG Atlético-MG Atlético-PR Bahia Ceará Chapecoense Cruzeiro Grêmio Internacional Paraná Santos Sport Vitória Rio de Janeiro São Paulo Rio de Janeiro: Botafogo Flamengo Fluminense Vasco da Gama São Paulo: Corinthians Palmeiras São PauloLocalização das equipes participantes da Série A de 2018. \| | \| América-MG Atlético-MG Atlético-PR Bahia Ceará Chapecoense Cruzeiro Grêmio Internacional Paraná Santos Sport Vitória Rio de Janeiro São Paulo Rio de Janeiro: Botafogo Flamengo Fluminense Vasco da Gama São Paulo: Corinthians Palmeiras São PauloLocalização das equipes participantes da Série A de 2018. \| | \| América-MG Atlético-MG Atlético-PR Bahia Ceará Chapecoense Cruzeiro Grêmio Internacional Paraná Santos Sport Vitória Rio de Janeiro São Paulo Rio de Janeiro: Botafogo Flamengo Fluminense Vasco da Gama São Paulo: Corinthians Palmeiras São PauloLocalização das equipes participantes da Série A de 2018. \| | \| América-MG Atlético-MG Atlético-PR Bahia Ceará Chapecoense Cruzeiro Grêmio Internacional Paraná Santos Sport Vitória Rio de Janeiro São Paulo Rio de Janeiro: Botafogo Flamengo Fluminense Vasco da Gama São Paulo: Corinthians Palmeiras São PauloLocalização das equipes participantes da Série A de 2018. \| | Capacidade: 43 713 |
| | \| América-MG Atlético-MG Atlético-PR Bahia Ceará Chapecoense Cruzeiro Grêmio Internacional Paraná Santos Sport Vitória Rio de Janeiro São Paulo Rio de Janeiro: Botafogo Flamengo Fluminense Vasco da Gama São Paulo: Corinthians Palmeiras São PauloLocalização das equipes participantes da Série A de 2018. \| | \| América-MG Atlético-MG Atlético-PR Bahia Ceará Chapecoense Cruzeiro Grêmio Internacional Paraná Santos Sport Vitória Rio de Janeiro São Paulo Rio de Janeiro: Botafogo Flamengo Fluminense Vasco da Gama São Paulo: Corinthians Palmeiras São PauloLocalização das equipes participantes da Série A de 2018. \| | \| América-MG Atlético-MG Atlético-PR Bahia Ceará Chapecoense Cruzeiro Grêmio Internacional Paraná Santos Sport Vitória Rio de Janeiro São Paulo Rio de Janeiro: Botafogo Flamengo Fluminense Vasco da Gama São Paulo: Corinthians Palmeiras São PauloLocalização das equipes participantes da Série A de 2018. \| | \| América-MG Atlético-MG Atlético-PR Bahia Ceará Chapecoense Cruzeiro Grêmio Internacional Paraná Santos Sport Vitória Rio de Janeiro São Paulo Rio de Janeiro: Botafogo Flamengo Fluminense Vasco da Gama São Paulo: Corinthians Palmeiras São PauloLocalização das equipes participantes da Série A de 2018. \| |                    |
| Paraná | Santos | São Paulo | Sport | Vasco da Gama | Vitória            |
| Vila Capanema | Vila Belmiro | Morumbi | Ilha do Retiro | São Januário | Barradão           |
| Capacidade: 20 083 | Capacidade: 16 068 | Capacidade: 72 039 | Capacidade: 32 983 | Capacidade: 21 680 | Capacidade: 30 618 |
| | | | | |                    |
| América-MG Atlético-MG Atlético-PR Bahia Ceará Chapecoense Cruzeiro Grêmio Internacional Paraná Santos Sport Vitória Rio de Janeiro São Paulo Rio de Janeiro: Botafogo Flamengo Fluminense Vasco da Gama São Paulo: Corinthians Palmeiras São PauloLocalização das equipes participantes da Série A de 2018. | | | | |                    |

### Outros estádios
Além dos estádios de mando usual, outros estádios foram utilizados devido a punições de perda de mando de campo impostas pelo Superior Tribunal de Justiça Desportiva ou por conta de problemas de interdição dos estádios usuais ou simplesmente por opção dos clubes em mandar seus jogos em outros locais, geralmente buscando uma melhor renda.

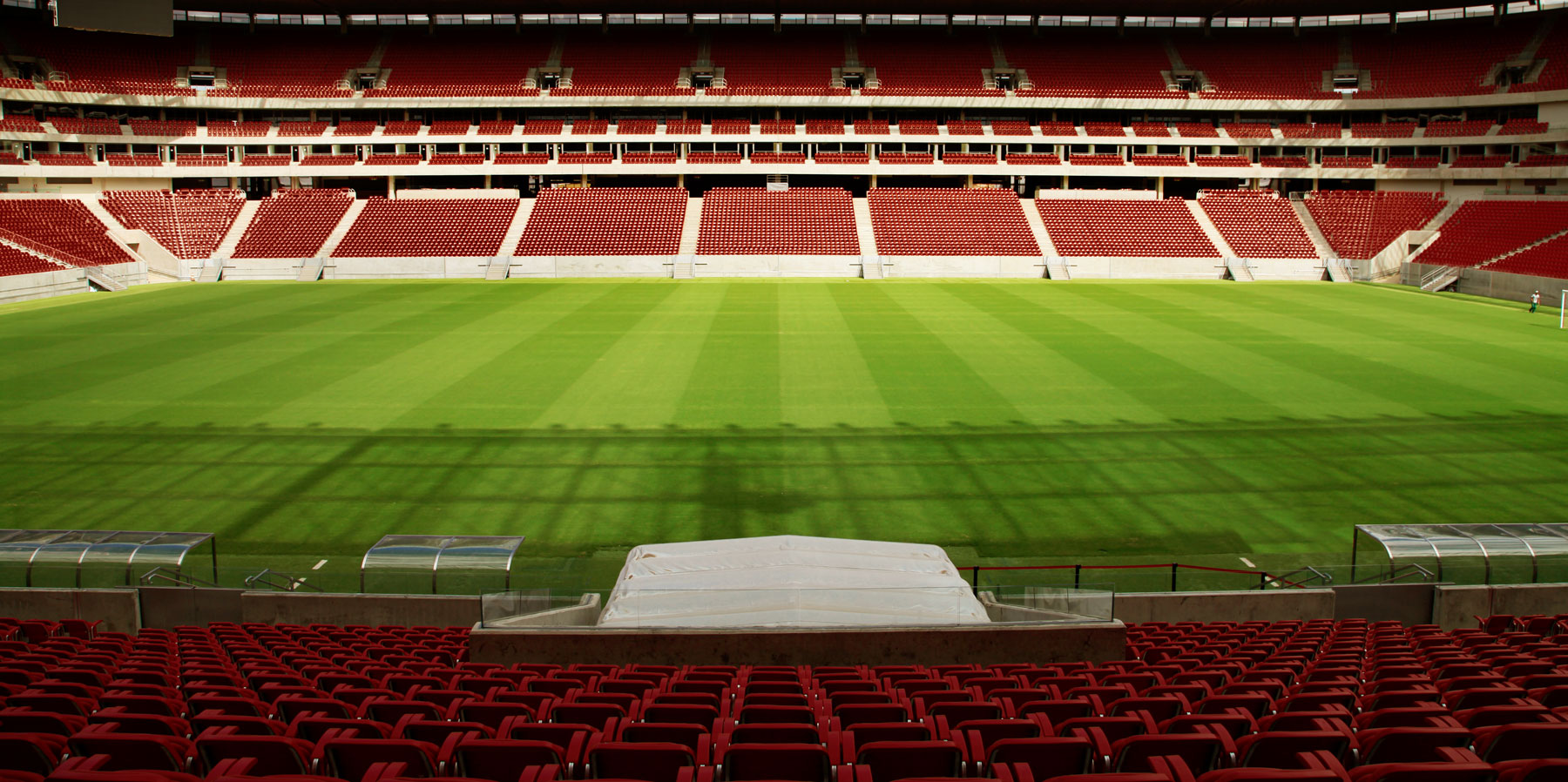
Arena Pernambuco (São Lourenço da Mata)
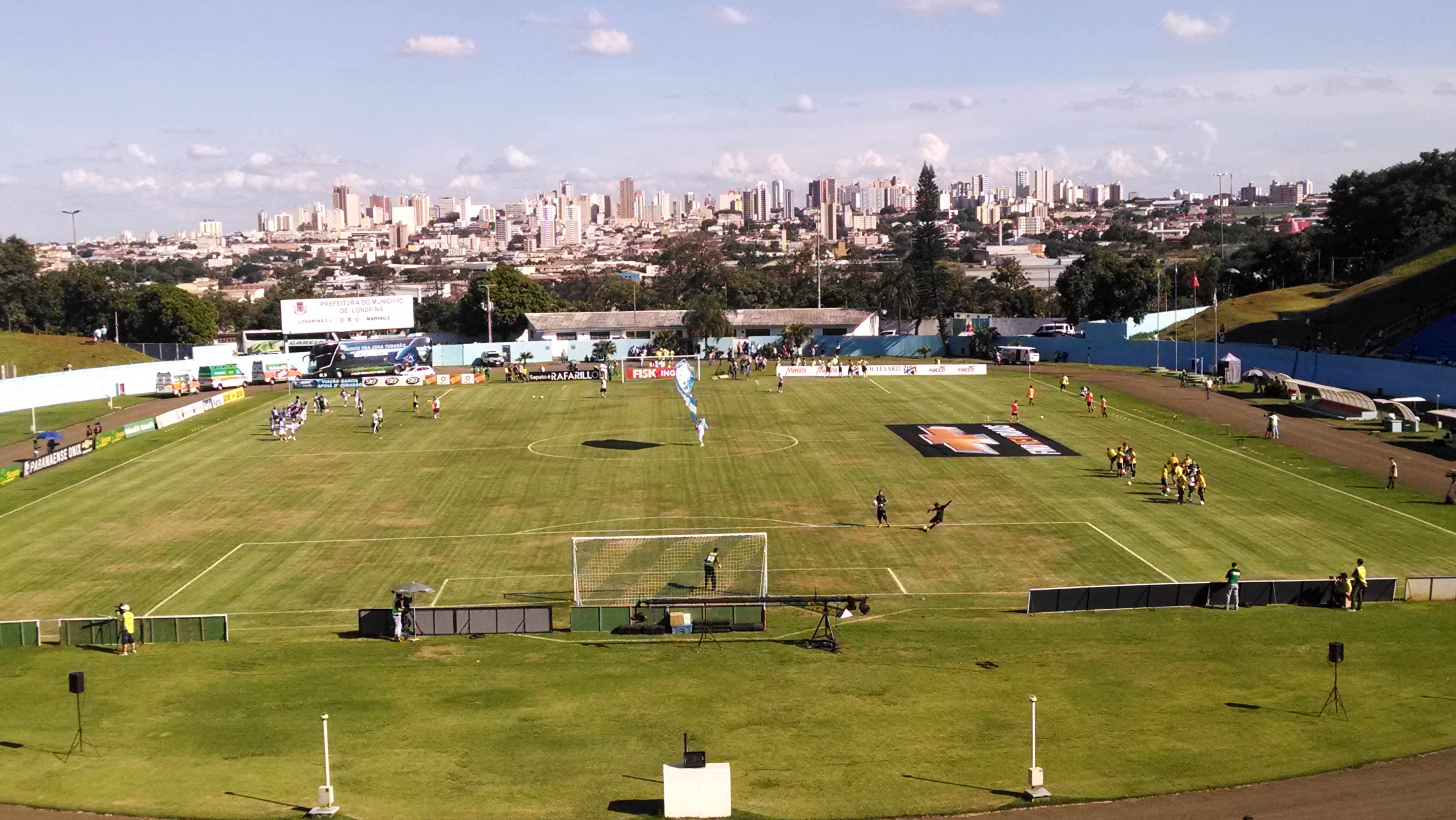
Estádio do Café (Londrina)
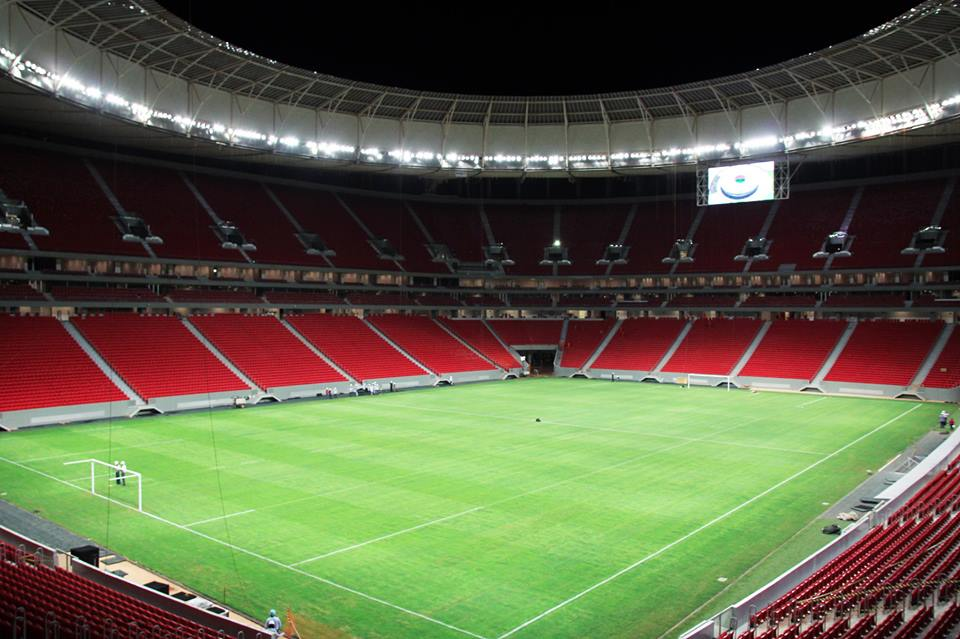
Mané Garrincha (Brasília)
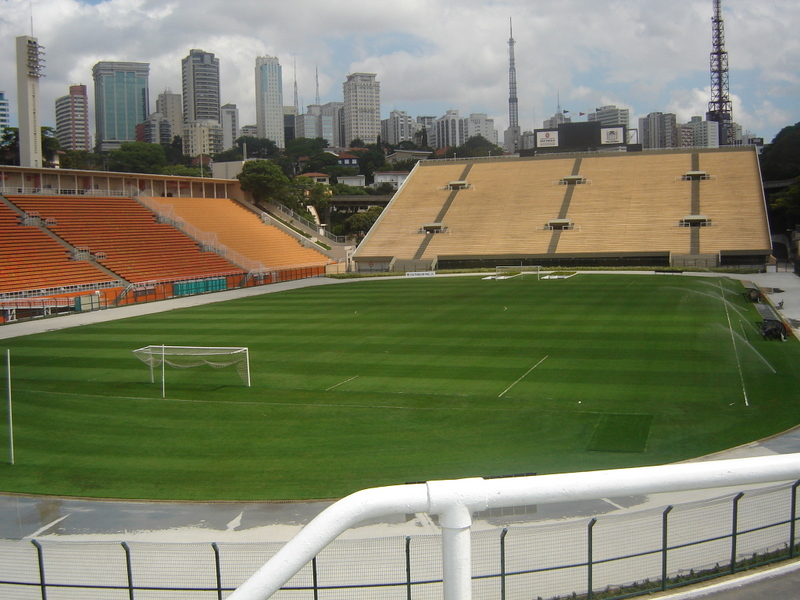
Pacaembu (São Paulo)
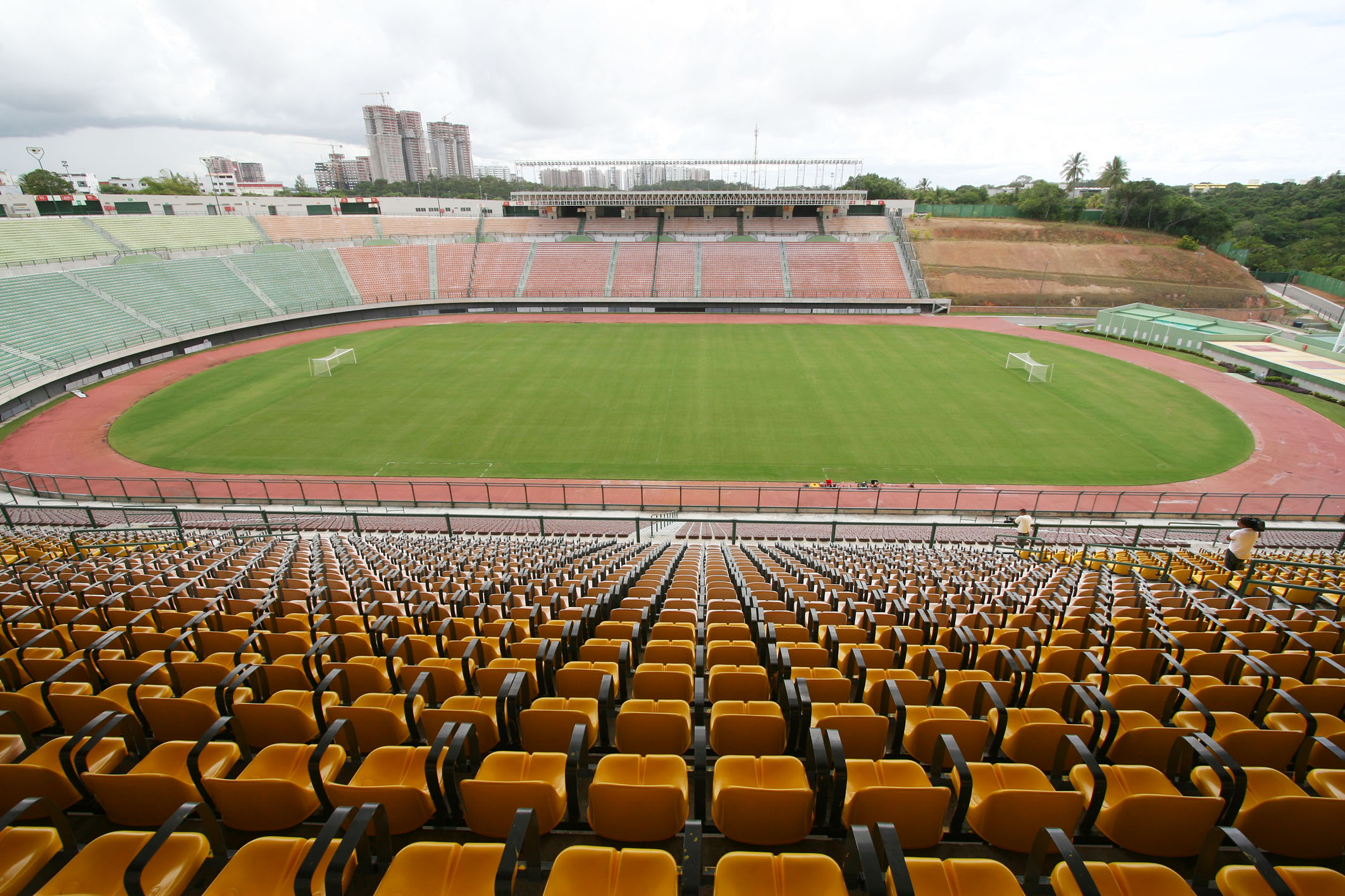
Pituaçu (Salvador)
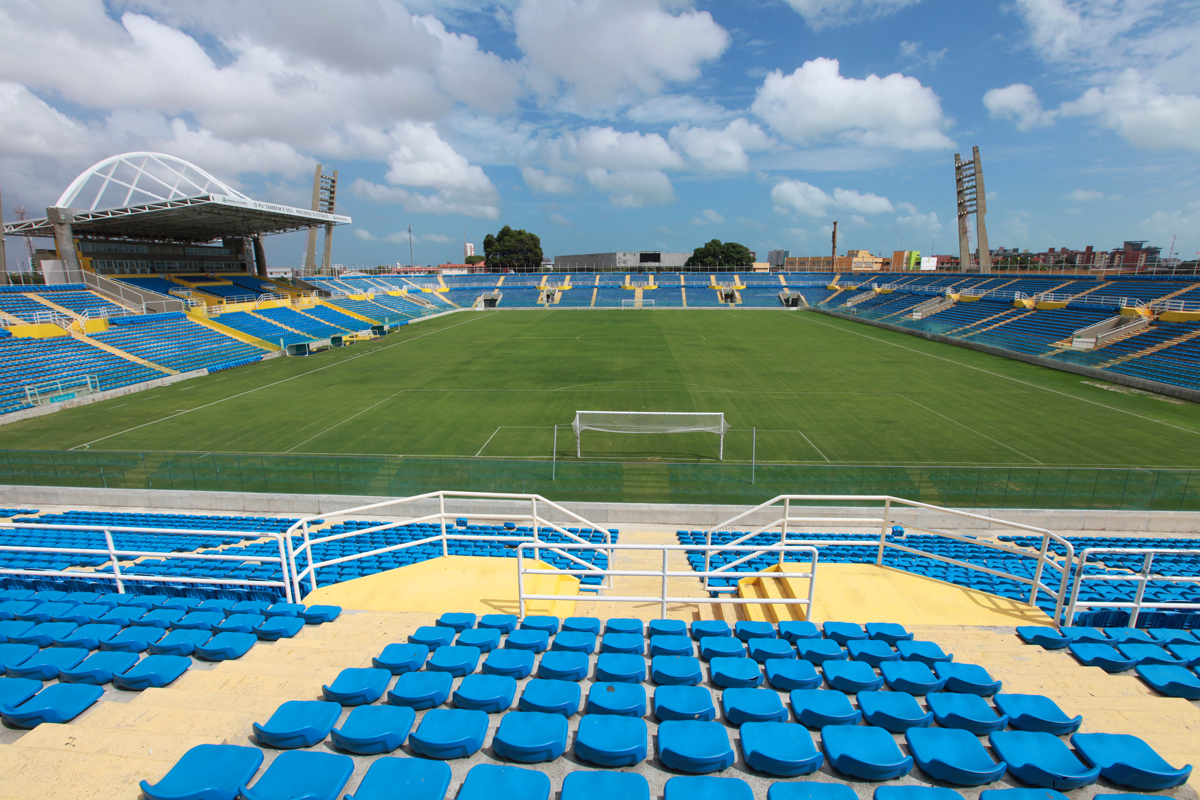
Presidente Vargas (Fortaleza)

## Classificação
| Pos | Equipe              | Pts | J  | V  | E  | D  | GP | GC | SG  | Classificação ou descenso                   |
| --- | ------------------- | --- | -- | -- | -- | -- | -- | -- | --- | ------------------------------------------- |
| 1   | Palmeiras (C)       | 80  | 38 | 23 | 11 | 4  | 64 | 26 | +38 | Fase de grupos da Copa Libertadores de 2019 |
| 2   | Flamengo            | 72  | 38 | 21 | 9  | 8  | 59 | 29 | +30 | Fase de grupos da Copa Libertadores de 2019 |
| 3   | Internacional       | 69  | 38 | 19 | 12 | 7  | 51 | 29 | +22 | Fase de grupos da Copa Libertadores de 2019 |
| 4   | Grêmio              | 66  | 38 | 18 | 12 | 8  | 48 | 27 | +21 | Fase de grupos da Copa Libertadores de 2019 |
| 5   | São Paulo           | 63  | 38 | 16 | 15 | 7  | 46 | 34 | +12 | Segunda fase da Copa Libertadores de 2019   |
| 6   | Atlético Mineiro    | 59  | 38 | 17 | 8  | 13 | 56 | 43 | +13 | Segunda fase da Copa Libertadores de 2019   |
| 7   | Atlético Paranaense | 57  | 38 | 16 | 9  | 13 | 54 | 37 | +17 | Fase de grupos da Copa Libertadores de 2019 |
| 8   | Cruzeiro            | 53  | 38 | 14 | 11 | 13 | 34 | 34 | 0   | Fase de grupos da Copa Libertadores de 2019 |
| 9   | Botafogo            | 51  | 38 | 13 | 12 | 13 | 38 | 46 | −8  | Copa Sul-Americana de 2019                  |
| 10  | Santos              | 50  | 38 | 13 | 11 | 14 | 46 | 40 | +6  | Copa Sul-Americana de 2019                  |
| 11  | Bahia               | 48  | 38 | 12 | 12 | 14 | 39 | 41 | −2  | Copa Sul-Americana de 2019                  |
| 12  | Fluminense          | 45  | 38 | 12 | 9  | 17 | 32 | 46 | −14 | Copa Sul-Americana de 2019                  |
| 13  | Corinthians         | 44  | 38 | 11 | 11 | 16 | 34 | 35 | −1  | Copa Sul-Americana de 2019                  |
| 14  | Chapecoense         | 44  | 38 | 11 | 11 | 16 | 34 | 50 | −16 | Copa Sul-Americana de 2019                  |
| 15  | Ceará               | 44  | 38 | 10 | 14 | 14 | 32 | 38 | −6  |                                             |
| 16  | Vasco da Gama       | 43  | 38 | 10 | 13 | 15 | 41 | 48 | −7  |                                             |
| 17  | América Mineiro     | 40  | 38 | 10 | 10 | 18 | 30 | 47 | −17 | Rebaixados à Série B de 2019                |
| 18  | Sport               | 39  | 38 | 11 | 9  | 18 | 35 | 57 | −22 | Rebaixados à Série B de 2019                |
| 19  | Vitória             | 37  | 38 | 9  | 10 | 19 | 36 | 63 | −27 | Rebaixados à Série B de 2019                |
| 20  | Paraná              | 23  | 38 | 4  | 11 | 23 | 18 | 57 | −39 | Rebaixados à Série B de 2019                |

1. ↑  Atlético Paranaense e Cruzeiro têm vagas garantidas na Copa Libertadores de 2019 por serem campeões da Copa Sul-Americana de 2018 e da Copa do Brasil de 2018, respectivamente.
2. ↑  Sport foi punido com a perda de três pontos pelo atraso no pagamento de salários do jogador Gabriel.[29]

## Confrontos
|               | AMM | ATM | ATP | BAH | BOT | CEA | CHA | COR | CRU | FLA | FLU | GRE | INT | PAL | PAR | SAN | SPA | SPT | VAS | VIT |
| ------------- | --- | --- | --- | --- | --- | --- | --- | --- | --- | --- | --- | --- | --- | --- | --- | --- | --- | --- | --- | --- |
| América-MG    | —   | 1–3 | 3–1 | 1–0 | 1–0 | 0–0 | 0–0 | 0–0 | 1–2 | 2–2 | 0–0 | 1–1 | 2–1 | 0–0 | 0–1 | 2–1 | 1–3 | 3–0 | 2–1 | 2–1 |
| Atlético-MG   | 0–0 | —   | 3–1 | 1–0 | 1–0 | 2–1 | 3–3 | 1–0 | 1–0 | 0–1 | 5–2 | 0–1 | 0–1 | 1–1 | 2–0 | 3–1 | 1–0 | 5–2 | 0–0 | 2–1 |
| Atlético-PR   | 4–0 | 1–2 | —   | 2–0 | 2–1 | 2–2 | 5–1 | 1–0 | 2–0 | 3–0 | 3–1 | 2–1 | 2–2 | 1–3 | 3–0 | 2–0 | 0–1 | 4–0 | 1–0 | 4–0 |
| Bahia         | 1–0 | 2–2 | 0–0 | —   | 3–3 | 2–1 | 1–0 | 1–0 | 0–0 | 0–0 | 2–0 | 0–2 | 0–1 | 1–1 | 2–0 | 1–0 | 2–2 | 2–0 | 3–0 | 4–1 |
| Botafogo      | 1–0 | 0–3 | 2–0 | 0–1 | —   | 0–0 | 1–0 | 1–0 | 1–1 | 2–1 | 2–1 | 2–1 | 1–0 | 1–1 | 2–1 | 0–0 | 2–2 | 2–0 | 1–1 | 1–1 |
| Ceará         | 2–2 | 2–1 | 0–0 | 0–2 | 0–0 | —   | 3–1 | 2–1 | 0–1 | 0–3 | 1–0 | 0–1 | 1–1 | 2–2 | 1–0 | 1–1 | 0–0 | 1–0 | 0–0 | 2–0 |
| Chapecoense   | 1–0 | 1–0 | 2–1 | 1–1 | 0–1 | 2–0 | —   | 2–1 | 2–0 | 3–2 | 1–2 | 1–1 | 2–1 | 1–2 | 1–1 | 0–0 | 1–0 | 2–1 | 1–1 | 0–1 |
| Corinthians   | 1–0 | 1–1 | 0–0 | 2–1 | 2–0 | 1–1 | 0–0 | —   | 2–0 | 0–3 | 2–1 | 0–1 | 1–1 | 1–0 | 1–0 | 1–1 | 1–1 | 2–1 | 1–0 | 0–0 |
| Cruzeiro      | 3–1 | 0–0 | 2–1 | 1–1 | 1–0 | 0–2 | 3–0 | 1–0 | —   | 0–2 | 2–1 | 0–1 | 0–0 | 1–0 | 3–1 | 2–1 | 0–2 | 2–0 | 1–1 | 3–0 |
| Flamengo      | 2–0 | 2–1 | 1–2 | 2–0 | 2–0 | 0–1 | 2–0 | 1–0 | 1–0 | —   | 3–0 | 2–0 | 2–0 | 1–1 | 2–0 | 1–0 | 0–1 | 4–1 | 1–1 | 1–0 |
| Fluminense    | 1–0 | 1–0 | 2–0 | 1–1 | 1–0 | 0–0 | 3–1 | 1–0 | 1–0 | 0–2 | —   | 0–1 | 0–3 | 1–0 | 4–0 | 0–1 | 1–1 | 0–0 | 0–1 | 0–0 |
| Grêmio        | 1–0 | 2–0 | 0–0 | 2–2 | 4–0 | 3–2 | 2–0 | 1–0 | 1–1 | 2–0 | 0–0 | —   | 0–0 | 0–2 | 2–0 | 5–1 | 2–1 | 3–4 | 2–1 | 4–0 |
| Internacional | 2–0 | 1–2 | 2–1 | 2–0 | 3–0 | 1–0 | 3–0 | 2–1 | 0–0 | 2–1 | 2–0 | 1–0 | —   | 0–0 | 1–0 | 2–2 | 3–1 | 0–0 | 3–1 | 2–1 |
| Palmeiras     | 4–0 | 3–2 | 2–0 | 3–0 | 2–0 | 2–1 | 0–0 | 1–0 | 3–1 | 1–1 | 3–0 | 2–0 | 1–0 | —   | 3–0 | 3–2 | 3–1 | 2–3 | 1–0 | 3–2 |
| Paraná        | 1–0 | 0–1 | 0–0 | 1–0 | 1–1 | 0–1 | 1–1 | 0–4 | 1–1 | 0–4 | 2–1 | 0–0 | 1–1 | 1–1 | —   | 0–2 | 1–1 | 1–2 | 1–1 | 1–1 |
| Santos        | 0–1 | 3–2 | 1–0 | 2–0 | 1–1 | 2–0 | 0–1 | 1–0 | 0–1 | 1–1 | 3–0 | 0–0 | 1–2 | 1–1 | 3–1 | —   | 0–0 | 3–0 | 1–1 | 5–2 |
| São Paulo     | 1–1 | 2–2 | 0–0 | 1–0 | 3–2 | 1–0 | 2–0 | 3–1 | 1–0 | 2–2 | 1–1 | 1–1 | 0–0 | 0–2 | 1–0 | 1–0 | —   | 0–0 | 2–1 | 3–0 |
| Sport         | 0–2 | 3–2 | 1–0 | 2–0 | 1–1 | 1–0 | 1–1 | 1–1 | 0–0 | 0–1 | 1–2 | 0–0 | 2–1 | 0–1 | 1–0 | 2–1 | 1–3 | —   | 2–1 | 0–0 |
| Vasco da Gama | 4–1 | 2–1 | 1–1 | 2–1 | 1–2 | 1–1 | 3–1 | 1–4 | 2–0 | 1–1 | 1–1 | 1–0 | 1–1 | 0–1 | 1–0 | 0–3 | 2–0 | 3–2 | —   | 2–3 |
| Vitória       | 1–0 | 1–0 | 1–2 | 2–2 | 3–4 | 2–1 | 1–0 | 2–2 | 1–1 | 2–2 | 1–2 | 0–0 | 2–3 | 0–3 | 1–0 | 0–1 | 0–1 | 1–0 | 1–0 | —   |

| Vitória do mandante Vitória do visitante Empate | Em negrito os jogos "clássicos". |

## Desempenho por rodada
Clubes que lideraram o campeonato ao final de cada rodada:
| Rodadas | Rodadas | Rodadas | Rodadas | Rodadas | Rodadas | Rodadas | Rodadas | Rodadas | Rodadas | Rodadas | Rodadas | Rodadas | Rodadas | Rodadas | Rodadas | Rodadas | Rodadas | Rodadas | Rodadas | Rodadas | Rodadas | Rodadas | Rodadas | Rodadas | Rodadas | Rodadas | Rodadas | Rodadas | Rodadas | Rodadas | Rodadas | Rodadas | Rodadas | Rodadas | Rodadas | Rodadas | Rodadas |
| ------- | ------- | ------- | ------- | ------- | ------- | ------- | ------- | ------- | ------- | ------- | ------- | ------- | ------- | ------- | ------- | ------- | ------- | ------- | ------- | ------- | ------- | ------- | ------- | ------- | ------- | ------- | ------- | ------- | ------- | ------- | ------- | ------- | ------- | ------- | ------- | ------- | ------- |
| 1       | 2       | 3       | 4       | 5       | 6       | 7       | 8       | 9       | 10      | 11      | 12      | 13      | 14      | 15      | 16      | 17      | 18      | 19      | 20      | 21      | 22      | 23      | 24      | 25      | 26      | 27      | 28      | 29      | 30      | 31      | 32      | 33      | 34      | 35      | 36      | 37      | 38      |
| ATP     | COR     | FLA     | FLA     | FLA     | ATM     | FLA     | FLA     | FLA     | FLA     | FLA     | FLA     | FLA     | FLA     | FLA     | FLA     | SPA     | SPA     | SPA     | SPA     | SPA     | SPA     | INT     | INT     | SPA     | SPA     | PAL     | PAL     | PAL     | PAL     | PAL     | PAL     | PAL     | PAL     | PAL     | PAL     | PAL     | PAL     |

Clubes que ficaram na última posição do campeonato ao final de cada rodada:
| Rodadas | Rodadas | Rodadas | Rodadas | Rodadas | Rodadas | Rodadas | Rodadas | Rodadas | Rodadas | Rodadas | Rodadas | Rodadas | Rodadas | Rodadas | Rodadas | Rodadas | Rodadas | Rodadas | Rodadas | Rodadas | Rodadas | Rodadas | Rodadas | Rodadas | Rodadas | Rodadas | Rodadas | Rodadas | Rodadas | Rodadas | Rodadas | Rodadas | Rodadas | Rodadas | Rodadas | Rodadas | Rodadas |
| ------- | ------- | ------- | ------- | ------- | ------- | ------- | ------- | ------- | ------- | ------- | ------- | ------- | ------- | ------- | ------- | ------- | ------- | ------- | ------- | ------- | ------- | ------- | ------- | ------- | ------- | ------- | ------- | ------- | ------- | ------- | ------- | ------- | ------- | ------- | ------- | ------- | ------- |
| 1       | 2       | 3       | 4       | 5       | 6       | 7       | 8       | 9       | 10      | 11      | 12      | 13      | 14      | 15      | 16      | 17      | 18      | 19      | 20      | 21      | 22      | 23      | 24      | 25      | 26      | 27      | 28      | 29      | 30      | 31      | 32      | 33      | 34      | 35      | 36      | 37      | 38      |
| CHA     | PAR     | PAR     | PAR     | PAR     | PAR     | PAR     | PAR     | CEA     | CEA     | CEA     | CEA     | CEA     | CEA     | CEA     | CEA     | PAR     | PAR     | PAR     | PAR     | PAR     | PAR     | PAR     | PAR     | PAR     | PAR     | PAR     | PAR     | PAR     | PAR     | PAR     | PAR     | PAR     | PAR     | PAR     | PAR     | PAR     | PAR     |

## Estatísticas
| Gols | Jogador          | Time                |
| ---- | ---------------- | ------------------- |
| 18   | Gabriel          | Santos              |
| 13   | Ricardo Oliveira | Atlético Mineiro    |
| 12   | Diego Souza      | São Paulo           |
| 12   | Pablo            | Atlético Paranaense |
| 11   | Leandro Pereira  | Chapecoense         |
| 11   | Nico López       | Internacional       |
| 10   | Everton          | Grêmio              |
| 10   | Leandro Damião   | Internacional       |
| 10   | Lucas Paquetá    | Flamengo            |
| 10   | Pedro            | Fluminense          |
| 10   | Willian          | Palmeiras           |
| 10   | Yago Pikachu     | Vasco da Gama       |

| Total | Jogador                | Time                |
| ----- | ---------------------- | ------------------- |
| 14    | Dudu                   | Palmeiras           |
| 7     | Yimmi Chará            | Atlético Mineiro    |
| 6     | Everaldo               | Fluminense          |
| 6     | Éverton                | São Paulo           |
| 6     | Giorgian De Arrascaeta | Cruzeiro            |
| 6     | Juan Cazares           | Atlético Mineiro    |
| 6     | Leonardo Valencia      | Botafogo            |
| 6     | Luan                   | Grêmio              |
| 6     | Nico López             | Internacional       |
| 6     | Nikão                  | Atlético Paranaense |
| 6     | Raphael Veiga          | Atlético Paranaense |

### Hat-tricks
| Jogador      | Clube       | Adversário    | Placar  | Data          | Ref.   |
| ------------ | ----------- | ------------- | ------- | ------------- | ------ |
| Rodrygo      | Santos      | Vitória       | 5–2 (C) | 3 de junho    | [ 32 ] |
| Ángel Romero | Corinthians | Vasco da Gama | 4–1 (F) | 29 de julho   | [ 33 ] |
| Gabriel      | Santos      | Vasco da Gama | 3–0 (F) | 1 de setembro | [ 34 ] |

(C) Em casa
(F) Fora de casa

### Maiores públicos
Estes são os dez maiores públicos do Campeonato:
| N.º | Público | Mandante   | Placar | Visitante           | Estádio        | Data          | Rodada | Ref.   |
| --- | ------- | ---------- | ------ | ------------------- | -------------- | ------------- | ------ | ------ |
| 1   | 62 994  | Flamengo   | 1–2    | Atlético Paranaense | Maracanã       | 1 de dezembro | 38ª    | [ 35 ] |
| 2   | 60 000  | Fluminense | 0–2    | Flamengo            | Mané Garrincha | 7 de junho    | 10ª    | [ 36 ] |
| 3   | 58 624  | São Paulo  | 3–1    | Corinthians         | Morumbi        | 21 de julho   | 14ª    | [ 37 ] |
| 4   | 58 613  | Flamengo   | 1–1    | Palmeiras           | Maracanã       | 27 de outubro | 31ª    | [ 38 ] |
| 5   | 57 323  | São Paulo  | 1–0    | Ceará               | Morumbi        | 26 de agosto  | 21ª    | [ 39 ] |
| 6   | 57 223  | Ceará      | 0–0    | Vasco da Gama       | Arena Castelão | 2 de dezembro | 38ª    | [ 40 ] |
| 7   | 56 694  | São Paulo  | 0–2    | Palmeiras           | Morumbi        | 6 de outubro  | 28ª    | [ 41 ] |
| 8   | 55 283  | Flamengo   | 2–0    | Internacional       | Maracanã       | 6 de maio     | 4ª     | [ 42 ] |
| 9   | 55 147  | Flamengo   | 0–1    | Ceará               | Maracanã       | 2 de setembro | 22ª    | [ 43 ] |
| 10  | 54 526  | Flamengo   | 2–0    | Paraná              | Maracanã       | 10 de junho   | 11ª    | [ 44 ] |

### Menores públicos
Estes são os dez menores públicos do Campeonato:
| N.º | Público | Mandante        | Placar | Visitante           | Estádio       | Data           | Rodada | Ref.   |
| --- | ------- | --------------- | ------ | ------------------- | ------------- | -------------- | ------ | ------ |
| 1   | 931     | Paraná          | 1–1    | Vitória             | Vila Capanema | 4 de novembro  | 32ª    | [ 45 ] |
| 2   | 1 140   | Paraná          | 0–1    | Atlético Mineiro    | Vila Capanema | 14 de novembro | 34ª    | [ 46 ] |
| 3   | 1 914   | Cruzeiro        | 3–0    | Vitória             | Mineirão      | 21 de novembro | 36ª    | [ 47 ] |
| 4   | 2 228   | Paraná          | 1–1    | Internacional       | Vila Capanema | 2 de dezembro  | 38ª    | [ 48 ] |
| 5   | 2 239   | Paraná          | 1–1    | Chapecoense         | Vila Capanema | 5 de setembro  | 23ª    | [ 49 ] |
| 6   | 3 143   | Vasco da Gama   | 2–3    | Vitória             | São Januário  | 13 de maio     | 5ª     | [ 50 ] |
| 7   | 3 210   | Paraná          | 1–1    | Vasco da Gama       | Vila Capanema | 1 de outubro   | 27ª    | [ 51 ] |
| 8   | 3 217   | Paraná          | 1–0    | América Mineiro     | Vila Capanema | 22 de julho    | 14ª    | [ 52 ] |
| 9   | 3 230   | América Mineiro | 3–0    | Sport               | Independência | 15 de abril    | 1ª     | [ 53 ] |
| 10  | 3 272   | América Mineiro | 3–1    | Atlético Paranaense | Independência | 3 de junho     | 9ª     | [ 54 ] |

### Médias de público
Estas são as médias de público dos clubes no Campeonato. Considera-se apenas os jogos da equipe como mandante e o público pagante:
| Pos.  | Time                | Média  | Total     | Mandos | Maior  | Menor  |
| ----- | ------------------- | ------ | --------- | ------ | ------ | ------ |
| 1     | Flamengo            | 47 140 | 895 652   | 19     | 62 994 | 28 983 |
| 2     | São Paulo           | 34 321 | 652 098   | 19     | 58 624 | 11 327 |
| 3     | Palmeiras           | 32 357 | 614 776   | 19     | 41 256 | 23 236 |
| 4     | Corinthians         | 31 367 | 595 981   | 19     | 42 845 | 19 830 |
| 5     | Ceará               | 28 079 | 533 496   | 19     | 57 223 | 13 772 |
| 6     | Internacional       | 28 022 | 532 426   | 19     | 40 474 | 12 106 |
| 7     | Grêmio              | 22 264 | 423 019   | 19     | 48 035 | 12 165 |
| 8     | Bahia               | 19 315 | 366 991   | 19     | 31 059 | 12 479 |
| 9     | Atlético Mineiro    | 17 229 | 327 359   | 19     | 22 452 | 9 426  |
| 10    | Vasco da Gama       | 14 881 | 282 733   | 19     | 54 288 | 3 143  |
| 11    | Fluminense          | 14 459 | 274 720   | 19     | 60 000 | 4 130  |
| 12    | Cruzeiro            | 13 521 | 256 892   | 19     | 24 999 | 1 914  |
| 13    | Botafogo            | 11 570 | 219 824   | 19     | 27 660 | 4 759  |
| 14    | Sport               | 11 428 | 217 137   | 19     | 23 749 | 5 151  |
| 15    | Santos              | 10 576 | 200 939   | 19     | 24 123 | 3 620  |
| 16    | Atlético Paranaense | 10 570 | 200 832   | 19     | 22 061 | 7 505  |
| 17    | Chapecoense         | 9 392  | 178 446   | 19     | 19 992 | 4 146  |
| 18    | Vitória             | 9 182  | 174 455   | 19     | 21 714 | 3 614  |
| 19    | Paraná              | 6 223  | 118 236   | 19     | 25 076 | 931    |
| 20    | América Mineiro     | 4 898  | 93 057    | 19     | 12 887 | 3 230  |
| Total | Total               | 18 840 | 7 159 069 | 380    | 62 994 | 931    |

## Mudança de técnicos
| Clube       | Antecessor             | Motivo                      | Data           | Última partida             | Rod | Pos | Sucessor                | Ref.            |
| ----------- | ---------------------- | --------------------------- | -------------- | -------------------------- | --- | --- | ----------------------- | --------------- |
| Sport       | Nelsinho Baptista      | Resignado                   | 24 de abril    | Sport 1–1 Botafogo         | 2ª  | 17º | Claudinei Oliveira      | [ 56 ] [ 57 ]   |
| Ceará       | Marcelo Chamusca       | Demitido                    | 20 de maio     | Vitória 2–1 Ceará          | 6ª  | 19º | Jorginho                | [ 58 ] [ 59 ]   |
| Corinthians | Fábio Carille          | Contratado pelo Al Wehda    | 22 de maio     | Sport 1–1 Corinthians      | 6ª  | 3º  | Osmar Loss              | [ 60 ]          |
| Vasco       | Zé Ricardo             | Resignado                   | 2 de junho     | Vasco 1–2 Botafogo         | 9ª  | 12º | Jorginho                | [ 63 ] [ 64 ]   |
| Bahia       | Guto Ferreira          | Demitido                    | 3 de junho     | Bahia 0–2 Grêmio           | 9ª  | 18º | Enderson Moreira        | [ 66 ] [ 67 ]   |
| Ceará       | Jorginho               | Resignado                   | 4 de junho     | Ceará 0–1 Cruzeiro         | 9ª  | 20º | Lisca                   | [ 68 ] [ 69 ]   |
| Fluminense  | Abel Braga             | Resignado                   | 16 de junho    | Fluminense 0–1 Santos      | 12ª | 12º | Marcelo Oliveira        | [ 70 ] [ 71 ]   |
| América-MG  | Enderson Moreira       | Contratado pelo Bahia       | 16 de junho    | América-MG 0–0 Chapecoense | 12ª | 13º | Ricardo Drubscky        | [ 67 ] [ 72 ]   |
| Botafogo    | Alberto Valentim       | Contratado pelo Pyramids    | 19 de junho    | Botafogo 2–0 Atlético-PR   | 12ª | 9º  | Marcos Paquetá          | [ 73 ] [ 74 ]   |
| Atlético-PR | Fernando Diniz         | Demitido                    | 25 de junho    | Botafogo 2–0 Atlético-PR   | 12ª | 19º | Tiago Nunes (interino)  | [ 75 ]          |
| Santos      | Jair Ventura           | Demitido                    | 23 de julho    | Chapecoense 0–0 Santos     | 14ª | 15º | Cuca                    | [ 77 ] [ 78 ]   |
| América-MG  | Ricardo Drubscky       | Remanejado                  | 24 de julho    | Paraná 1–0 América-MG      | 14ª | 17º | Adílson Batista         | [ 79 ]          |
| Palmeiras   | Roger Machado          | Demitido                    | 26 de julho    | Fluminense 1–0 Palmeiras   | 15ª | 6º  | Luiz Felipe Scolari     | [ 81 ] [ 82 ]   |
| Vitória     | Vágner Mancini         | Demitido                    | 29 de julho    | Atlético-PR 4–0 Vitória    | 16ª | 13º | Paulo César Carpegiani  | [ 84 ] [ 85 ]   |
| Botafogo    | Marcos Paquetá         | Demitido                    | 1 de agosto    | Nacional 2–1 Botafogo      | 16ª | 11º | Zé Ricardo              | [ 87 ] [ 88 ]   |
| Chapecoense | Gilson Kleina          | Demitido                    | 6 de agosto    | Sport 1–1 Chapecoense      | 17ª | 16º | Guto Ferreira           | [ 89 ] [ 90 ]   |
| Sport       | Claudinei Oliveira     | Resignado                   | 12 de agosto   | Sport 1–3 São Paulo        | 18ª | 14º | Eduardo Baptista        | [ 91 ] [ 92 ]   |
| Vasco       | Jorginho               | Demitido                    | 13 de agosto   | Palmeiras 1–0 Vasco        | 18ª | 15º | Alberto Valentim        | [ 93 ] [ 94 ]   |
| Paraná      | Rogério Micale         | Demitido                    | 14 de agosto   | Paraná 1–1 Botafogo        | 18ª | 20º | Claudinei Oliveira      | [ 95 ] [ 96 ]   |
| Corinthians | Osmar Loss             | Remanejado                  | 5 de setembro  | Ceará 2–1 Corinthians      | 23ª | 8º  | Jair Ventura            | [ 97 ] [ 98 ]   |
| Sport       | Eduardo Baptista       | Resignado                   | 24 de setembro | Sport 0–1 Palmeiras        | 26ª | 19º | Milton Mendes           | [ 99 ] [ 100 ]  |
| Flamengo    | Maurício Barbieri      | Demitido                    | 28 de setembro | Corinthians 2–1 Flamengo   | 26ª | 4º  | Dorival Júnior          | [ 101 ] [ 102 ] |
| Chapecoense | Guto Ferreira          | Demitido                    | 15 de outubro  | Chapecoense 0–1 Vitória    | 29ª | 17º | Claudinei Oliveira      | [ 103 ] [ 104 ] |
| Paraná      | Claudinei Oliveira     | Contratado pela Chapecoense | 16 de outubro  | Bahia 2–0 Paraná           | 29ª | 20º | Dado Cavalcanti         | [ 104 ] [ 105 ] |
| Atlético-MG | Thiago Larghi          | Demitido                    | 17 de outubro  | Atlético-MG 0–0 América-MG | 29ª | 6º  | Levir Culpi             | [ 106 ] [ 107 ] |
| Vitória     | Paulo César Carpegiani | Demitido                    | 6 de novembro  | Paraná 1–1 Vitória         | 32ª | 17º | João Burse (interino)   | [ 108 ] [ 109 ] |
| América-MG  | Adílson Batista        | Demitido                    | 10 de novembro | América-MG 0–1 Paraná      | 33ª | 18º | Givanildo Oliveira      | [ 110 ] [ 111 ] |
| São Paulo   | Diego Aguirre          | Demitido                    | 11 de novembro | Corinthians 1–1 São Paulo  | 33ª | 5º  | André Jardine           | [ 113 ]         |
| Fluminense  | Marcelo Oliveira       | Demitido                    | 29 de novembro | Fluminense 0–2 Atlético-PR | 37ª | 14º | Fábio Moreno (interino) | [ 114 ]         |

## Premiação
| Campeonato Brasileiro 2018 Série A                 |
| -------------------------------------------------- |
| Sociedade Esportiva Palmeiras Campeão (10º título) |

| Pos. | Nome                   | Clube         |
| ---- | ---------------------- | ------------- |
| G    | Marcelo Lomba          | Internacional |
| LD   | Mayke                  | Palmeiras     |
| Z    | Víctor Cuesta          | Internacional |
| Z    | Geromel                | Grêmio        |
| LE   | Renê                   | Flamengo      |
| V    | Rodrigo Dourado        | Internacional |
| V    | Bruno Henrique         | Palmeiras     |
| M    | Lucas Paquetá          | Flamengo      |
| M    | Giorgian De Arrascaeta | Cruzeiro      |
| A    | Dudu                   | Palmeiras     |
| A    | Gabriel Barbosa        | Santos        |
| T    | Luiz Felipe Scolari    | Palmeiras     |

| Pos. | Nome                | Clube         |
| ---- | ------------------- | ------------- |
| G    | Weverton            | Palmeiras     |
| LD   | Mayke               | Palmeiras     |
| Z    | Víctor Cuesta       | Internacional |
| Z    | Geromel             | Grêmio        |
| LE   | Renê                | Flamengo      |
| V    | Rodrigo Dourado     | Internacional |
| V    | Bruno Henrique      | Palmeiras     |
| M    | Lucas Paquetá       | Flamengo      |
| A    | Everton             | Grêmio        |
| A    | Dudu                | Palmeiras     |
| A    | Gabriel Barbosa     | Santos        |
| T    | Luiz Felipe Scolari | Palmeiras     |